# Шпіцбергенська течія
Шпіцбергенська течія — тепла течія біля західних берегів Шпіцбергена, гілка течії Гольфстрім, продовження Норвезької течії, що йде на північ. Поділ Норвезької течії на Нордкапську течію та Шпіцбергенську течію відбувається в районі 67° пн. ш. 3° сх. д. / 67° пн. ш. 3° сх. д.